# André Lebon (caricaturiste)
Pour les articles homonymes, voir André Lebon et Lebon.
André Lebon est un caricaturiste et journaliste français né le 24 août 1918 à Champniers (Charente) et mort le 21 décembre 1996 à Vincennes, dont la carrière a débuté en 1945.
Il se fait notamment connaître pour ses caricatures de théâtre et de personnalités de la politique. Les principaux journaux avec lesquels il collabora sont Le Figaro, L'Aurore, Témoignage chrétien, La Croix, France-Soir, Télé 7 jours.
Le style de Lebon était épuré, privilégiant le trait et l'encre de Chine. L'essentiel de son œuvre se trouve à la Bibliothèque nationale de France (legs de la famille) mais aussi à la Comédie-Française,.